# José Carioca
Pour les articles homonymes, voir Carioca.
José Carioca est un personnage de fiction de l'univers des canards créé par les studios Disney. Ce perroquet brésilien apparaît pour la première fois en 1942 dans le long-métrage d'animation Saludos Amigos aux côtés de Donald Duck,.

## Historique
Créé afin d'inciter les pays d'Amérique du Sud à combattre aux côtés des États-Unis lors de la Seconde Guerre mondiale, José Carioca vit à Rio de Janeiro, d'où le choix du nom de « carioca » qui désigne un habitant de Rio. Il apparait sous la forme d'esquisse dans le court métrage documentaire South of Border with Disney (1942) narrant le voyage des animateurs Disney en Amérique du Sud. Selon John Grant, ce personnage est basé sur un personnage brésilien traditionnel. Il apparaît la même année 1942 en bande dessinée dans une histoire dominicale de 48 pages, débutée le 11 octobre 1942 et achevée le 5 septembre 1943.
On le retrouve en 1944 dans Les Trois Caballeros, en compagnie du coq mexicain Panchito Pistoles et de l'hystérique Aracuan Bird et à nouveau en 1948 dans la section C'est la faute de la samba (Blame it on the Samba) de Mélodie Cocktail. À la télévision, il apparaît à plusieurs reprises dans des émissions spéciales des années 1960, ainsi que dans Mickey Mania et Disney's tous en boîte dans les années 1990-2000.
Très populaire au Brésil où il est appelé « Zé » Carioca (diminutif de José), il possède sa propre série de bandes dessinées, qu'il partage avec Chris Yéyé mais aussi une publication Zé Carioca lancée en 1961. Il y est entouré de ses amis Nestor, Pedro (Pedrão en VO) et Afonsinho, de ses neveux Zico et Zeca, de sa fiancée Rosita Vaz (Rosinha en VO) et d'un rival, le coq Zé Galo. Il y endosse plusieurs fausses identités afin de séduire ses conquêtes, est arbitre de l'équipe de football locale et endosse parfois la tenue de super-héros sous le nom de Super-José (Morcego Verde en VO), une copie de Batman. Cette dernière identité apparaît pour la première fois en 1975 dans l'histoire O Morcego Verde scénarisée par Ivan Saidenberg et dessinée par Renato Vinicius Canini et est inédite en France.
Le dessinateur et scénariste Don Rosa a créé deux histoires mettant en scène Donald et les deux autres caballeros : Le Retour des Trois Caballeros (The Three Caballeros Ride Again) en 2000 et Les Sept fantastiques Caballeros (moins quatre) (The Magnificent Seven (Minus Four) Caballeros!) en 2005. Dans ces deux histoires, les trois personnages partent à la chasse au trésor au Mexique, puis au Brésil.
Dans le jeu vidéo Disney Speedstorm sorti en 2023, il apparaît aux côtés de Panchito en tant que équipier de rareté épique pouvant seulement être assigné à Donald Duck, ce qui octroie une augmentation de toutes ses statistiques et une compétence dès le début de la course à ce dernier.

## Apparitions

### Filmographie
- 1942 : Saludos Amigos
- 1942 : South of Border with Disney, court-métrage documentaire
- 1944 : Les Trois Caballeros (The Three Caballeros)
- 1948 : Mélodie Cocktail, séquence C'est la faute de la samba
- 1960-1962 : Le Monde merveilleux de Disney (The Wonderful World of Disney), épisodes Carnival Time et Two Happy Amigos (émission télévisée)
- 1988 : Qui veut la peau de Roger Rabbit (Who Framed Roger Rabbit) (caméo)
- 1999 : Mickey Mania (Mickey Mouse Works) (série télévisée)
- 2001 : Disney's tous en boîte (Disney's House of Mouse) (série télévisée)
- 2013-2019 : Mickey Mouse (série télévisée)
- 2017-2021 : La Bande à Picsou (DuckTales) (série télévisée)
- 2017-En cours : Mickey et ses amis : Top Départ ! (Mickey and the Roadster Racers) (série télévisée)
- 2018 : La Légende des Trois Caballeros (Legend of the Three Caballeros) (série télévisée)

### Bandes dessinées
Depuis 1942, José Carioca est apparu dans plus de 2600 histoires ou gags. Le site INDUCKS recense en septembre 2021 selon les pays et les producteurs :
- Brésil : Abril : 2397 histoires
- Pays-Bas Oberon / GP / VNU : 230 histoires
- États-Unis :
  - Planches hebdomadaires : 7 histoires
  - Disney Studio (années 1990): 19 histoires
  - Comic-books américains: Dell / Western : 6 histoires
- Italie : Mondadori / Disney Italia : 8 histoires
- Danemark : Gutenberghus / Egmont : 4 histoires
- Royaume-Uni: 5 histoires

## La voix de José Carioca

### Voix originales
- José Oliveira : Saludos Amigos, Les Trois Caballeros
- Rob Paulsen : Mickey Mania, Disney's tous en boîte, Mickey et ses amis: Top départ!
- Bernardo de Paula : La Bande à Picsou
- Eric Bauza : La Légende des Trois Caballeros

### Voix françaises
- Éric Métayer : Saludos Amigos (2e doublage), Les Trois Caballeros (3e doublage)
- Emmanuel Jacomy : Mickey Mania, Disney's tous en boîte
- Mark Lesser : La Bande à Picsou
- Guillaume Beaujolais : La Légende des Trois Caballeros